# Erica Leerhsen
Erica Lei Leerhsen (Nueva York, 14 de febrero de 1976) es una ex actriz estadounidense de cine, teatro y televisión.

## Carrera
Obtuvo reconocimiento inicialmente por su aparición en la película de terror Blair Witch 2 (2000). Acto seguido integró el elenco recurrente de la serie de televisión The Guardian y protagonizó otra cinta de terror, The Texas Chainsaw Massacre (2003). A partir de entonces ha aparecido en varias películas del género, como Wrong Turn 2: Dead End (2007), Lonely Joe (2009) y The Butterfly Room (2012). Ha actuado además en las producciones de Woody Allen Hollywood Ending (2002), Anything Else (2003) y Magic in the Moonlight (2014), y en la obra de Allen A Second-Hand Memory (2004).

## Vida personal
En febrero de 2007 contrajo matrimonio con el ciclista profesional Antony Galvan, pero se separaron al año siguiente, En la actualidad vive en Los Ángeles con su esposo, Davis Wilson, con quien se casó el 29 de junio de 2012. Además de la actuación, Leershen disfruta del yoga, el running y jugar al básquet.

## Filmografía

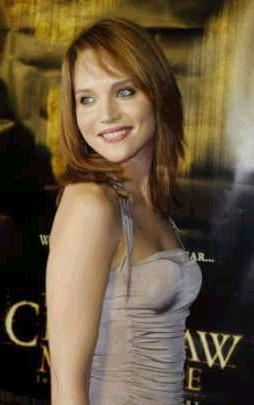
Erica Leerhsen en el estreno de la película The Texas Chainsaw Massacre en 2003.

### Cine
| Año  | Título                         | Papel             | Notas |
| ---- | ------------------------------ | ----------------- | ----- |
| 2000 | Junior Creative                | Sarah             | Corto |
| 2000 | Book of Shadows: Blair Witch 2 | Erica Geerson     |       |
| 2002 | Hollywood Ending               | Actriz            |       |
| 2003 | Anything Else                  | Connie            |       |
| 2003 | The Texas Chainsaw Massacre    | Pepper Harrington |       |
| 2005 | Little Athens                  | Heather           |       |
| 2005 | Mozart and the Whale           | Bronwin           |       |
| 2007 | The Warrior Class              | Annie Sullivan    |       |
| 2007 | Wrong Turn 2: Dead End         | Nina Papas        |       |
| 2009 | Lonely Joe                     | Michele Connelly  |       |
| 2010 | First Dates                    | Clara             |       |
| 2012 | The Butterfly Room             | Claudia           |       |
| 2012 | The Message                    | Anna              |       |
| 2012 | Phobia                         | Lesley Parker     |       |
| 2013 | Mischief Night                 | Kim               |       |
| 2014 | Magic in the Moonlight         | Caroline          |       |

### Televisión
| Año     | Título             | Papel              | Notas                                   |
| ------- | ------------------ | ------------------ | --------------------------------------- |
| 2001–02 | The Guardian       | Amanda Bowles      | 22 episodios                            |
| 2001    | The Sopranos       | Birgit Olafsdottir | Episodio: "Mr. Ruggerio's Neighborhood" |
| 2003    | Alias              | Kaya               | Episodio: "Conscious"                   |
| 2005    | Ghost Whisperer    | Hope Paulson       | Episodio: "Hope and Mercy"              |
| 2006    | CSI: Miami         | Brenda Sanders     | Episodio: "The Score"                   |
| 2008    | Living Hell        | Carrie Freeborn    | Telefilme                               |
| 2011    | The Good Wife      | Dana Briglio       | Episodio: "Getting Off"                 |
| 2012    | Person of Interest | Amy                | Episodio: "Critical"                    |